# Desastre de la fábrica Pizarreño

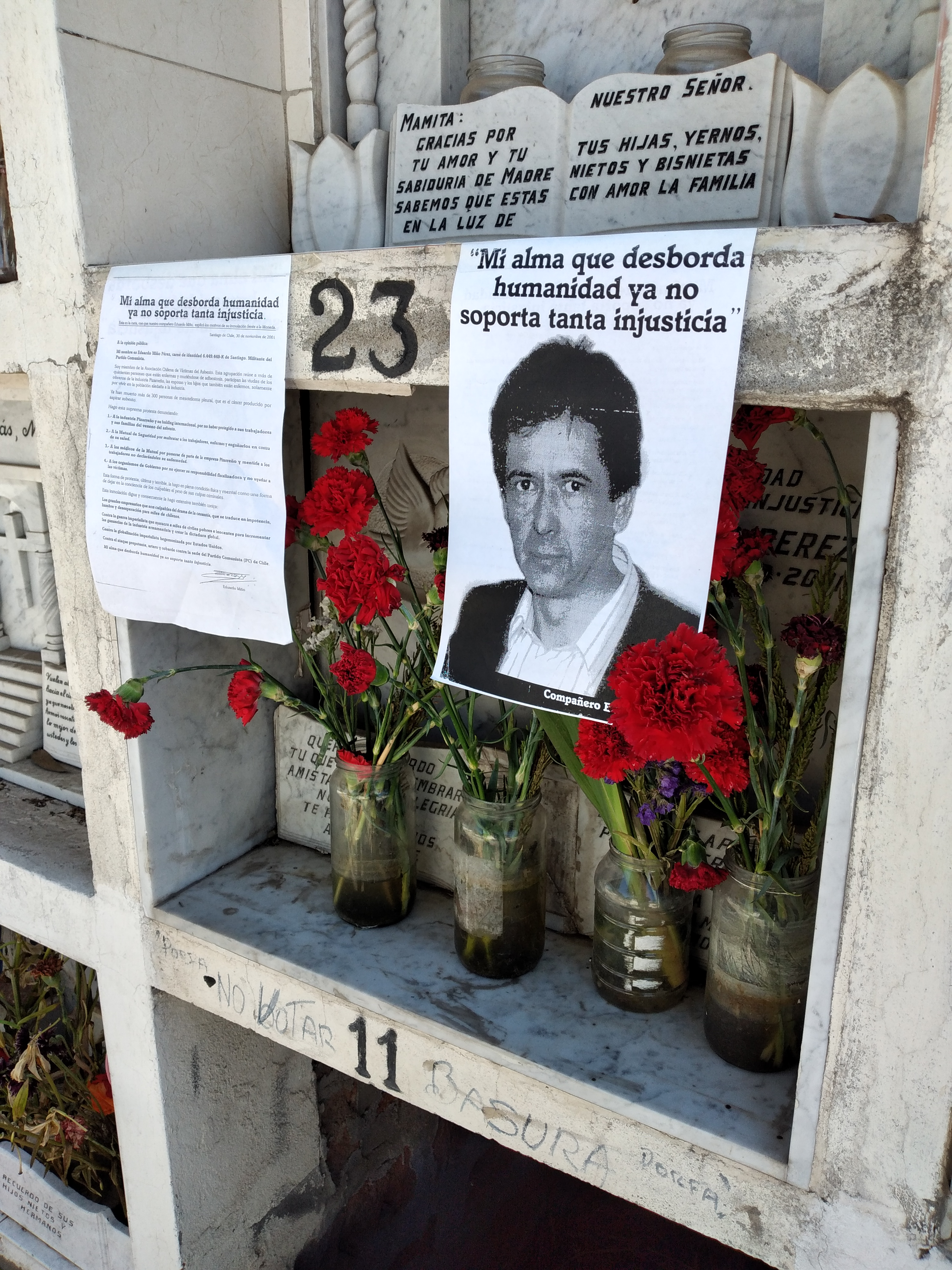
Tumba de Eduardo Miño, quien se suicidó en 2001 en protestas por la negligencia del gobierno chileno hacia las víctimas del asbesto utilizado por Pizarreño.

El desastre de la fábrica Pizarreño es un desastre ambiental ocurrido en las comunas de Maipú y Lo Espejo de Santiago, Chile desde la década de 1930 hasta fines de la década de 1990 a causa de la utilización de asbesto en la fábrica de revestimientos de fibrocemento Pizarreño, hoy propiedad de la multinacional belga Etex. A pesar de que Pizarreño dejó de producir productos con asbesto en 1998 y su posterior prohibición en 2001, los efectos secundarios se prolongan casi 30 años después.

## Historia
Desde 1935 a 1998, Pizarreño produjo materiales de construcción fabricados en su totalidad o en parte con asbesto, exponiendo a los trabajadores de su fábrica al peligroso material. En 1951, Pizarreño decide trasladar su planta industrial al sector de Camino a Melipilla, en Maipú, donde la empresa construyó Villa Pizarreño, un barrio residencial para sus trabajadores. 
Los trabajadores regresaban a sus hogares tras las faenas en la planta en ropa de trabajo, lo que contribuía a la propagación del polvillo de asbesto a su grupo familiar en situaciones cotidianas y durante el lavado del uniforme. Esta situación se extendió hasta 1989, cuando Pizarreño inauguró un sistema de lavandería para los trabajadores de la planta.
De acuerdo a ciertas versiones, durante la dictadura militar un dirigente sindical de Pizarreño pretendió denunciar a la empresa en tribunales, pero habría sido secuestrado por agentes de la CNI y liberado seis meses después sin cargos.
El exministro René Cortázar ha sido acusado de rechazar activamente la aplicación del Convenio sobre el Asbesto en 1992; además, Cortázar ha sido acusado por Raúl Sohr de actuar a la par de Pizarreño en la supresión de investigaciones periodísticas sobre la contaminación con asbesto en su período como director ejecutivo de Televisión Nacional de Chile entre 1995 a 2000.
En 1996, el ministro de Vivienda, Edmundo Hermosilla, continuó apoyando el uso de asbesto en viviendas, supuestamente afirmando que la regulación del asbesto encarecería los proyectos de vivienda para los pobres y que esto sería un "lujo" que Chile no podría poder pagar. Hermosilla también se habría mostrado preocupado por la posibilidad de que una cobertura mediática sobre el tema provocara una "psicosis como en Europa".
Como resultado del desastre desde 2001, la ley ha prohibido varios tipos de asbesto y usos del mismo, en lo que es una prohibición efectiva del amianto. Sin embargo, la prohibición del asbesto se produjo notoriamente después de que Pizarreño dejara de usarlo voluntariamente en sus productos en 1998. 

## Víctimas notables
- Eduardo Miño: Se suicidó mediante autoinmolación en noviembre de 2001 frente al Palacio de la Moneda en protesta por el abandono de las víctimas de asbestosis como él y otros. [3]
- Julieta Bernal Trigo: Murió en mayo de 2016 de cáncer de pulmón. Quedó expuesta por su cercanía a la planta de Pizarreño y al lavar la ropa de su padre, trabajador de la fábrica. En 2018 un tribunal ordenó a Pizarreño pagar CLP$ 125 millones de pesos chilenos en indemnización a sus familiares que la sobreviven. [3]
- Manuela del Carmen Marín Cabello: Murió en julio de 2012. Estuvo expuesta al asbesto proveniente tanto del ambiente general cercano a su casa como de la ropa de su esposo, trabajador de Pizarreño. En 2017, los tribunales dictaminaron que Pizarreño debía pagarle CLP$ 80 millones como indemnización a sus hijos. [2]
- Patricia Gálvez: Cuando era niña, vivía en un entorno saturado de asbesto en la Villa Pizarreño, y a veces jugaba en las "dunas de asbesto" de la fábrica junto a su hogar. En 2019 padecía mesotelioma pleural como resultado de la exposición prolongada al asbesto. Junto con otras tres mujeres afectadas demandó al Grupo Etex, propietario de Pizarreño. [7]